# Волгодонская епархия
Волгодо́нская епа́рхия — епархия Русской православной церкви, объединяющая приходы в юго-восточной части Ростовской области (в границах города Волгодонска, а также Белокалитвинского, Веселовского, Волгодонского, Дубовского, Егорлыкского, Заветинского, Зерноградского, Зимовниковского, Кагальницкого, Константиновского, Мартыновского, Милютинского, Морозовского, Орловского, Песчанокопского, Пролетарского, Ремонтненского, Сальского, Семикаракорского, Тацинского, Усть-Донецкого, Целинского и Цимлянского районов). Входит в состав Донской митрополии.

## История
Образована выделением из Ростовской-на-Дону епархии определением Священного синода от 27 июля 2011 года.
6 октября 2011 года Волгодонская, Ростовская-на-Дону и Шахтинская епархии включены в состав новообразованной Донской митрополии.
По состоянию на начало 2012 года в состав епархии входило 89 приходов, службу в которых осуществляют 68 священников.

## Епископы
- Корнилий (Синяев) (11 сентября 2011 — 30 августа 2019)
- Меркурий (Иванов) (30 августа 2019 — 24 сентября 2021) в/у, митрополит Ростовский
- Антоний (Азизов) (с 24 сентября 2021)

## Благочиния и благочинные
Епархия разделена на 12 церковных округов:
- Белокалитвенское благочиние — протоиерей Михаил Дегтярев
- Великокняжеское благочиние — иерей Виктор Федоров
- Волгодонское благочиние — иерей Роман Нихаев
- Зерноградское благочиние — протоиерей Роман Пономаренко
- Зимовниковское благочиние — иерей Андрей Агин
- Константиновское благочиние — протоиерей Александр Овчинников
- Морозовское благочиние — иерей Георгий Трофимов
- Песчанокопское благочиние — иерей Сергий Степанов
- Сальское благочиние — протоиерей Димитрий Федоров
- Семикаракорское благочиние — иерей Георгий Кузьменков
- Усть-Донецкое благочиние — иерей Алексий Скоробогатов
- Цимлянское благочиние — иерей Константин Сергошин